# William Harwar Parker
William Harwar Parker (ur. 1826 zm. 1896) – amerykański oficer marynarki wojennej USA oraz marynarki CSA. Napisana przez niego autobiografia Wspomnienia oficera marynarki wojennej 1841-1865 (Recollections of a Naval Officer 1841–1865) oferuje unikatowy ogląd na pozycję marynarki wojennej Stanów Zjednoczonych w XIX wieku, u skraju „Ery Żagla”.

## Życiorys
Urodzony w Nowym Jorku, w rodzinie o tradycjach żeglarskich (ojciec, dziadek i brat służyli w marynarce). W wieku 15 lat został midszypmenem marynarki wojennej USA; we wspomnieniach pisał, iż na pierwszy statek szedł z ojcem za rękę.
15 października 1841 roku został oficjalnie wpisany w rejestr załogi hulku USS „North Carolina”, a zaokrętowany niecałe dwa tygodnie później, 27 października.

### Rejsy midszypmena

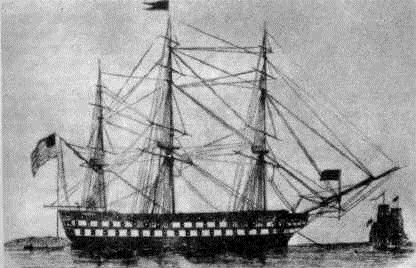
USS „Columbus”

W kwietniu 1842 roku Parker został przeniesiony na USS „Columbus”, który 29 sierpnia wypłynął w kierunku Gibraltaru, gdzie trafił jesienią i spędził zimę. Wiosną 1843 Columbus pożeglował do portu Mahón, zahaczając o Tulon. W czerwcu tego roku statek powrócił do Gibraltaru, skąd wypłynął do Madery, a następnie do wysp Zielonego Przylądka. U początku lipca „Columbus” pożeglował do Rio de Janeiro.
Spędziwszy dwa miesiące w Rio, statek pożeglował do Buenos Aires; tamże Parker poznał osobiście Juana Manuela de Rosas, którego później opisywał jako „okrutnego, bezwzględnego dyktatora”.
W lutym 1844 „Columbus” powrócił do Rio, by w marcu udać się w rejs do portu macierzystego w Nowym Jorku, gdzie Parker dostał trzymiesięczną przepustkę. Po upływie tego czasu, we wrześniu 1844 został zaokrętowany na fregatę USS „Potomac”, zakotwiczoną w Filadelfii.
"Potomac” pożeglował do Norfolk w listopadzie tego samego roku, a następnie do Port-au-Prince na Haiti, by w grudniu ruszyć do Port Royal, i Hawany. Parker wspominał bardzo silne wiatry, które nieomal zepchnęły okręt na mieliznę przy opływaniu zamku Morro.
Po spędzeniu zimy na Kubie „Potomac” pożeglował z powrotem do USA, gdzie zakotwiczył w porcie Pensacola. Stany Zjednoczone szykowały się już w tym czasie do wojny z Meksykiem – po obu stronach granicy trwała mobilizacja. Parker wspomina przygotowywanie się 7. regimentu piechoty na Florydzie do nadchodzącej inwazji Meksyku.
W lutym 1845 „Potomac” pożeglował do Vera Cruz, gdzie przez całe lato załoga ćwiczyła umiejętności artyleryjskie przy brzegu przyszłego wroga. Pod koniec sierpnia statek pożeglował do Norfolk, zahaczając o Pensacolę, celem dokonania gruntownych napraw strukturalnych. Załoga została przeniesiona na inne jednostki.
Podczas rejsów jako midszypmen Parker dwukrotnie zapadł na żółtą febrę – w 1846 i 1847. Jego przypuszczenia - fakt, że choroba nie przenosi się z człowieka na człowieka, a wywoływana jest przez inny, nieznany wówczas element (komary) – o pięćdziesiąt lat ubiegły ostateczne potwierdzenie dokonane przez lekarza naczelnego armii USA Waltera Reeda.

### Wojna amerykańsko-meksykańska

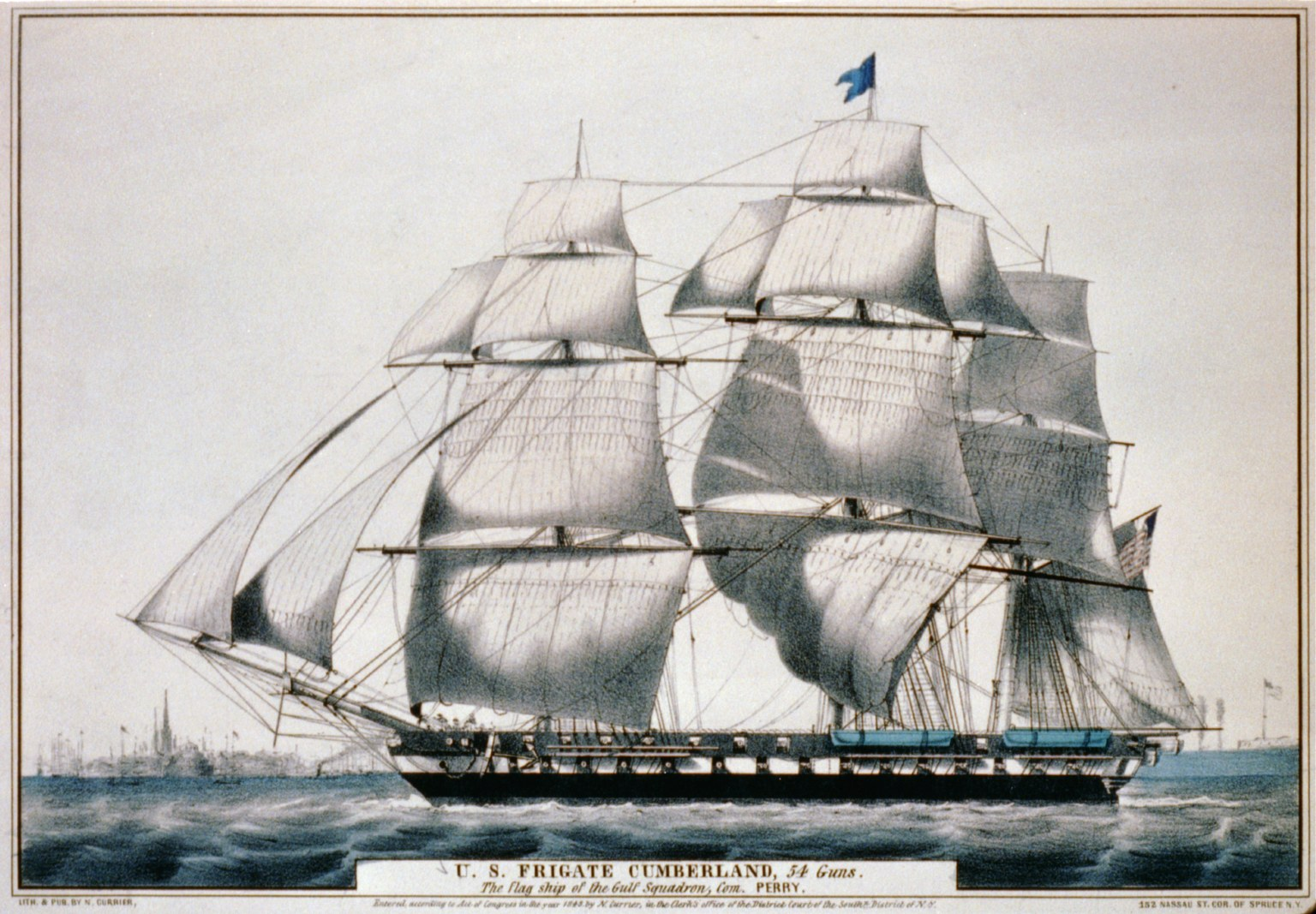
USS „Cumberland”, statek flagowy szwadronu w skład którego wchodził USS „Potomac”

W lutym 1846 roku Parker złożył podanie o przydzielenie do załogi „Potomaku”, gdzie faktycznie trafił pod komendę kpt. Johna Aulicka. Parker służył jako adiutant kapitana; po latach wspominał w pamiętnikach surowość przełożonego.
"Potomac” pożeglował do Meksyku w marcu 1846 roku, gdzie zakotwiczył przy Isla de Sacrificios, w pobliżu Vera Cruz. Jednostka została przydzielona do większej eskadry blokującej kmdra Davida Connera. W maju tego samego roku „Potomac” został przeniesiony do Brazos Santiagos, gdzie transportował oddziały na brzeg Point Isabel. Tutaj Parker obserwował bitwę pod Palo Alto, obsługując baterie działowe, wspierające szturm oddziałów Winfielda Scotta.
Po bitwie pod Palo Alto „Potomac” powrócił do Vera Cruz, blokując port, zacumowawszy przy Green Island. Wówczas Parker po raz pierwszy zakosztował otwartej walki - oddelegowany do uzupełnienia zapasów słodkiej wody w rzece Antigua, jego oddział został zaatakowany przez mały kontyngent armii meksykańskiej. Dzięki pomocy marines udało im się odeprzeć przeciwnika i ujść bez strat. Zdarzenie to nie miało znaczenia strategicznego, ani taktycznego, jednakże od tej pory marynarka USA zaczęła sprowadzać wodę z Teksasu, miast uzupełniać ją na ziemi meksykańskiej.
U schyłku 1846 roku „Potomac” stał się częścią dużej morskiej siły, mającej dokonać inwazji na Vera Cruz. Początkowo flota zebrała się 12 mil na południowy wschód od miasta. Parker miał okazję obserwować niefortunny wypadek jakiemu uległ okręt flagowy USS „Cumberland”, który wpadł na mieliznę i musiał zostać całkowicie zastąpiony przez USS „Raritan”. Parker w swoich pamiętnikach wspomina, iż jeden z dowódców szwadronów, Matthew Perry obwiniał odpowiedzialnością za ten wypadek kmdra Davida Connera. Conner nie został jednakże zniesiony ze stanowiska.
24 lutego 1847, krótko po bitwie pod Buena Vista, marynarka wojenne USA rozpoczęła wyładowywanie 4 regimentu piechoty. Zasadnicza część inwazji odbyła się 9 marca. Parker miał wtedy możliwość spotkania i porozmawiania z porucznikiem Ulyssesem Grantem oraz kapitanem Josephem Egglestonem Johnstonem.
Oblężenie Vera Cruz rozpoczęło się 22 marca 1847. Dzień wcześniej dowódcą eskadry, w której znajdował się „Potomac” został kmdr Matthew Perry. 23 marca Perry rozkazał kontyngentowi swoich oddziałów rozstawienie na brzegu baterii artyleryjskich. Parker został przydzielony do oddziału, dowodzonego przez kpt. Alexandra Slidella Mackenzie'ego. Oficerem łącznikowym między okrętem a brzegiem był 40-to letni kapitan, Robert E. Lee.
Podczas bombardowania Vera Cruz Parker został niegroźnie ranny przez pocisk, który trafił w kolano; wówczas miał możność po raz pierwszy doświadczyć pola walki, kiedy bombardier stojący zaledwie parę kroków obok został dekapitowany przez kulę przeciwnika oraz aktów heroizmu, dokonanych przez współtowarzysza midszypmena Charlesa Fauntleroya, przyszłego konfederata.
Po tygodniowym zaledwie oblężeniu Vera Cruz poddało się, zaś „Potomac”. a na nim Parker pożeglował do pobliskiej fortecy. U zarania czerwca 1847 okręt pożeglował, wraz z eskadrą kmdra Perry’ego, dowodzącego USS „Spitfire”, aby zdobyć Alvarado. Po przybyciu na miejsce okazało się jednak, że miasto poddało się por. Charlesowi Hunterowi – Perry wdał się przez to w spór z porucznikiem, oskarżając o działania na własną rękę. Jak się później okazało, Perry liczył na zdobycie i złupienie miasta, celem zabrania całych zapasów i inwentarza.
Kolejnym miejscem w jakie trafiła eskadra Perry’ego był Tuspan, skąd planowany była wyprawa, która przeszła do historii jako Tabasco Expedition. 16 czerwca 1847 Parker został dołączony do ekspedycji oraz przeniesiony na USS Raritan. Jako ochotnik zaciągnął się do formacji morskich pionierów, mających zdobyć Tabasco. Historia lubi się powtarzać - obiekt ataku zdążył poddać się załogom dwóch parowców. Parker powrócił na pokład „Raritana”, który pożeglował do Norfolk w stanie Wirginia.
"Raritan” przybił do portu w Norfolk w końcu lipca 1847 roku. Dla Parkera wojna się skończyła, chociaż konflikt dobrnął do definitywnego krańca we wrześniu 1847 roku, po upadku Meksyku.

### Akademia marynarki wojennej i służba w Afryce

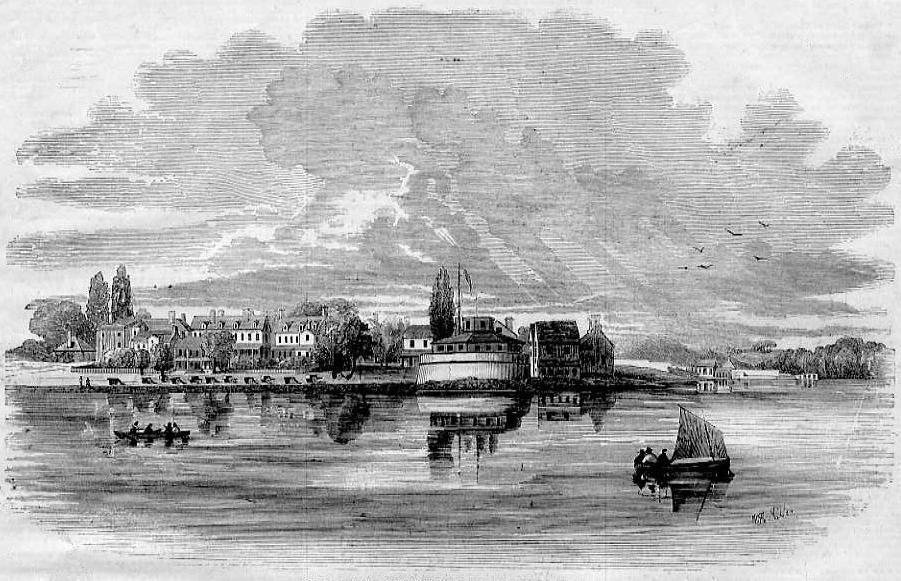
U.S. Naval Academy w latach 1850.; Parker spędził tu niecały rok dziesięć lat wcześniej

W sierpniu 1847 Parker został odłączony od załogi „Raritana” i urlopowany, dzięki czemu miał czas odwiedzić swojego ojca w Bostonie, zanim rozpoczął nauki na United States Naval Academy we wrześniu. Szkoła liczyła sobie zaledwie kilka lat, zaś studenci byli „wyrywani” z załóg różnych statków; Parker znalazł się w klasie o przyspieszony toku nauki, z terminem ukończenia zaplanowanym na rok następny.
Superintendentem wówczas był kmdr George Upshur, zaś głównym instruktorem, przyszły kontradmirał, por. John Dahlgren. Podczas kilku miesięcy spędzonych w Akademii Harwar miał okazję oglądać dwa pojedynki, z których jeden odbył się na tradycyjnym polu pojedynkowym w Bladensburgu, zaś drugi w murach uczelni. Praktyki owe były zabronione i wszyscy zaangażowani zostali dyscyplinarnie usunięci z akademii bezpośrednim rozkazem prezydenta Jamesa Polka; Zachary Taylor cofnął wyrok poprzednika trzy lata później.
1 lipca 1848 roku Parker ukończył Akademię Marynarki Wojennej i mianowany został Dyplomowanym Midszypmenem. W sierpniu 1848 dostał rozkaz zaokrętowania na USS „Constitution”, jednakże na własną prośbę przeniesiono go na slup wojenny USS „Yorktown”, mający odbywać służbę przeciwdziałającą handlu niewolnikami w Afryce. W swoim pamiętniku Parker wspomina, iż podróż ta obfitowała w sztormy tak silne, że przyprawiały go o chorobę morską.
W grudniu 1848 „Yorktown” dotarł na Maderę, skąd pożeglował do Zielonego Przylądka, a następnie Porto Praya. Kilku oficerów zeszło na ląd, w efekcie czego Parker został mianowany pełniącym obowiązki nawigatora.

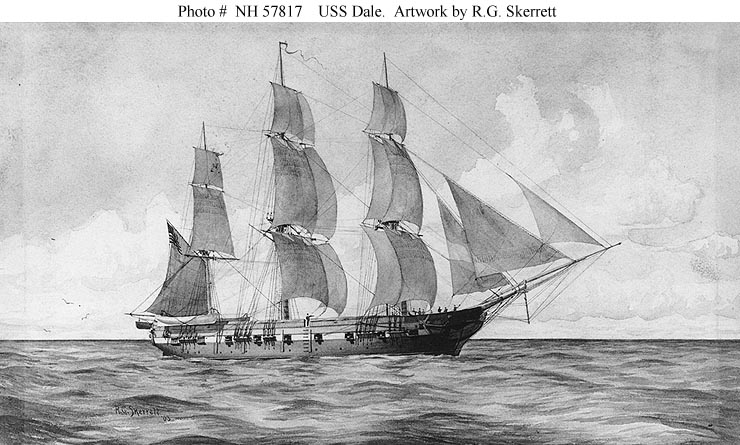
Slup wojenny „Dale”. podobny w wyglądzie do „Yorktowna”

„Yorktown” pożeglował do Bandżulu, na brzegu rzeki Gambii, gdzie odbył remont. W lutym 1849 pożeglował do Liberii, gdzie załoga miała okazję obserwować ekspedycję pacyfikacyjną na mieszkających w dżungli tubylców. Tamże Parker poznał osobiście prezydenta Liberii Josepha Jenkinsa Robertsa, który podróżował jako gość honorowy na pokładzie „Yorktowna”.
„Yorktown” zacumował u brzegów Monrovii w listopadzie 1849, by u początku następnego roku pożeglować do Wybrzeża Palmowego i dalej do Zatoki Gwinejskiej, a w lipcu 1850 powrócić do Porto Praya. Po drodze statek przybił do portu Funchal 1 lipca, gdzie załoga świętowała Dzień Niepodległości. 1 sierpnia statek pożeglował w kierunku wysp Kanaryjskich. Parker odnotował, iż morale załogi było bardzo wysokie u krańca rejsu - w ciągu całego okresu służby zmarły tylko dwie osoby, obie zapadłszy na chorobę, którą określił „afrykańską gorączką”.
6 września 1850 roku, dwa dni po wypłynięciu z Palmas w kierunku Bonavisty, statek wpadł na rafę w pobliżu wyspy Mayo. Mimo starań po dwóch dniach okręt przewrócił się do góry stępką. Załodze udało się ujść z katastrofy i wyładować większą część zapasów i sprzętu. Paradoksalnie wydarzenie to podniosło jeszcze morale załogi, zaś Parker wspomina, iż marynarze nie zajmowali się niczym innym jak „relaksowaniem i wyścigami na barana”. 8 października przybył USS „Dale”, który zabrawszy rozbitków, przeładował ich na pokład USS „Portsmouth”, płynącego do Norfolk.

### Lata 1850-te

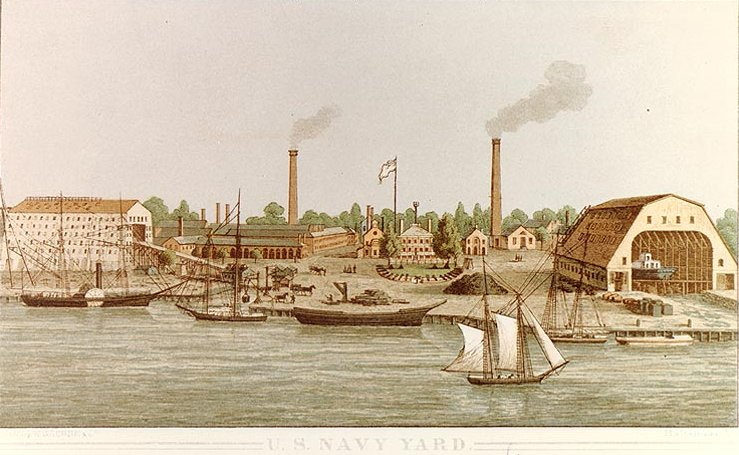
Washington Navy Yard w połowie XIX wieku

W lecie 1851 roku Parker został urlopowany na trzy miesiące, po czym zaokrętował się na USS „Washington”, który odbywał przybrzeżną służbę patrolową. Do końca lata Parker żeglował w pobliżu Nantucket, patrolując okolice Block Island oraz tak zwanej „ziemi niczyjej”. Rejs zakończył się w październiku 1851 zaś Parker został przydzielony do zadań administracyjnych w Washington Navy Yard.
Wiosną 1852 Parkerowi zaordynowano, aby udał się do Bostonu, gdzie miał zaokrętować się na jednym z pierwszych w marynarce Stanów Zjednoczonych okrętów parowych USS „Princeton”. Meldując się na pokładzie i profetycznie niejako przewidując jego „posępną przyszłość” poprosił o przeniesienie na okręt żaglowy. Jak się później okazało, „Princeton” nie był fartownym okrętem - parę miesięcy później podczas rejsu wybuchło działo zabijając kilku będących w podróży wysokich dygnitarzy.
W lipcu 1852 zaokrętował się na USS „Cyane”, okręcie dowodzonym przez George’a Hollinsa. W czasie, gdy jednostka szykowała się do wyjścia w morze, Parker mieszkał w Bostonie, gdzie miał okazję poznać jedną z bardziej znanych mistyczek Margaret Fox. Fox próbowała nakłonić go do rezygnacji z kariery w marynarce na rzecz wróżbiarstwa.

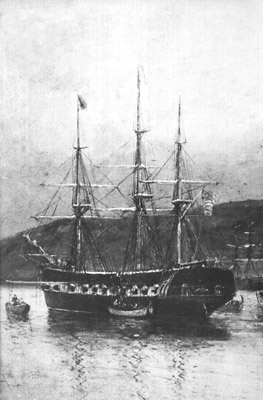
USS „Cyane”

W sierpniu 1852 „Cyane” pożeglował do Hawany, gdzie, jak relacjonował Parker, omal nie wpłynął na mieliznę za sprawą niekompetentnego nawigatora. Ten ostatni został ostatecznie zwolniony ze stanowiska po strandowaniu w pobliżu Bahia Honda. W rezultacie Parker otrzymał tę funkcję, a parę dni później mianowano go p.o. porucznika. Podczas tego rejsu poznał także Williama R. Kinga, wiceprezydenta USA, który podróżował na pokładzie „USS Fulton”.
"Cyane” pożeglował dalej do Key West, gdzie został poddany dekontaminacji z powodu plagi szczurów. Po spędzeniu zimy statek pożeglował do San Juan de Nicaragua, na wybrzeżu Moskitów, wiosną 1853 roku. Tamże przez 70 dni patrolował wody, chroniąc amerykańskie parowce przed atakami piratów oraz nieprzychylnych autochtonów; San Juan zostało zbombardowane i zniszczone w 1854 roku, po tym jak lokalne władze porwały ambasadora USA i przetrzymywały go jako zakładnika.
U skraju lata „Cyane” pożeglował do Pensacoli i dalej do Portsmouth. Jednostka otrzymała polecenie służby patrolowej, mającej na celu ochronę kutrów rybackich, zaś dowództwo nad nią przejął komodor W. B. Shubrick. Na jesieni 1853 „Cyane” popłynął w rejs do zatoki Św. Wawrzyńca, przez zatokę Fundy oraz cieśniny Canso, by powrócić do New Hampshire później tego roku. W październiku Parker został przeniesiony do Akademii Marynarki Wojennej, gdzie pełnić miał rolę instruktora.
William pracował jako wykładowca od 1853 do 1857. Początkowo był profesorem-asystentem katedry matematyki, jednak w 1855 został profesorem nawigacji i astronomii. W grudniu 1853 pojął za żonę Margaret Griffin, która pozostała jego żoną do śmierci, mimo iż nie mieli dzieci.
W lecie 1855 Parker uczestniczył w rejsie treningowym dla przyszłych midszypmenów, na pokładzie „USS Preble”, odwiedzając Cape Cod, Portland i Boston. We wrześniu tego samego roku został awansowany na porucznika.

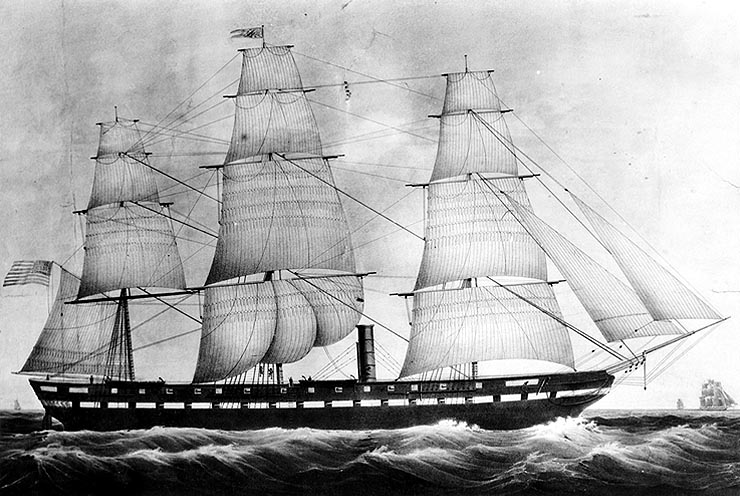
USS „Merrimack”

Na jesieni 1857 roku został przeniesiony na USS „Merrimack”, pod kapitanem Robertem Hitchcockiem. 17 października 1857 roku „Merrimack” ruszył w rejs do Brazylii, wioząc rozkaz objęcia nowego stanowiska dla ambasadora Richarda Kiddera Meade’a. W grudniu 1857 okręt przybił do portu w Rio de Janeiro, a następnie ruszył do dookoła przylądka Horn i dalej na Pacyfik.
W lutym 1858 „Merrimack” zacumował w Talcahuano w Chile, skąd pożeglował do wysp Chincha. Pod koniec miesiąca załoga zeszła na ląd w Callao, zaś Parker skorzystał z okazji i udał się w podróż do Limy, gdzie był świadkiem, jak to określił „jakiegoś rodzaju rewolucji”. prowadzonej przez Lizarda Montera Floresa.
W marcu tego roku okręt pożeglował do Panamy; Parker trafnie określił, iż kiedyś zostanie tam zbudowany kanał łączący Pacyfik z Atlantykiem. We wrześniu „Merrimack” dotarł na wyspy Sandwicha (dziś Hawaje), gdzie cumował w Honolulu do października, by powrócić do Ameryki Centralnej w grudniu 1858. Podczas stacjonowania w El Realejo Parker miał możność poznać prezydenta Nikaragui. Powrót do portu macierzystego w Norfolk potrwała jeszcze rok, a w międzyczasie załoga miała okazję dowiedzieć się o poczynaniach abolicjonisty Johna Browna. Parker trafnie przewidział dalsze wypadki w ojczyźnie.
W grudniu 1859 roku „Merrimack” przybił do portu w Norfolk, zaś załoga została rozpuszczona. Podczas tego rejsu Parker napisał podręcznik marynarki wojennej i przetłumaczył inny z języka francuskiego.

### Służba w marynarce wojennej Konfederacji
Po secesji Południa w 1861 roku bracia Parkerowie wybrali odmienne ścieżki. Foxhall pozostał na służbie US Navy, zaś William „udał się na południe”. przystając najpierw do Marynarki Stanu Wirginia, zaś w czerwcu tego roku do Marynarki Konfederacji. Dowodził kanonierką CSS „Beaufort”, biorąc udział w bitwie wokół wyspy Roanoke 7 i 8 lutego 1862 roku oraz pod Hampton Roads 8 i 9 marca. Dowodził także bateriami w Drewry’s Bluff podczas ataku sił Unii.
Po wieli miesiącach służby lądowej porucznik Parker został przeniesiony do Charleston, gdzie został oficerem wykonawczym przy budowie parowca CSS „Palmetto State”, jak również brał udział w ataku na blokadę unijną w styczniu 1863. W październiku został superintendentem Marynarki Konfederacji na pokładzie kanonierki CSS „Patrick Henry” na rzece James. Dowodził także parowcem CSS „Richmond”.

### Kariera powojenna
Po wojnie Parker został kapitanem parowca pocztowego, a następnie pracował jako rektor Maryland Agricultural College. Założył korpus kadetów marynarki wojennej, jednakże został zwolniony z grona kadry w 1882 po tym, jak zaproponował zmianę nazwy.
W późniejszych latach popadł w alkoholizm, co nie przeszkodziło w mianowaniu go ambasadorem w Korei w czerwcu 1886. Ledwie rok później został zwolniony ze stanowiska, przez poprzednika, George’a Claytona Foulka.
Powrócił do Waszyngtonu, gdzie cieszył się urokami emerytury i pisarstwem. Zmarł nagle w wieku 70 lat, 30 grudnia 1896 roku.

## Rejestr służby wojskowej
Przez ponad 24 lata Parker służył w trzech różnych formacjach morskich - US Navy, Marynarce Stanu Wirginia i Marynarce Konfederacji - odbywszy służbę na wielu różnych jednostkach. Największą z nich był 74-ro działowy okręt wojenny USS „North Carolina”, zaś najmniejszym, mierząca 85 stóp (ok. 25 m) kanonierka CSS „Beaufort”.
Najwyższą rangą permanentną jaką udało mu się zdobyć był porucznik. Jednakże istnieją fotografie z okresu, gdy dowodził „Beaufortem”. iż nosił odznaczenia kapitana, zaś kiedy pracował w Konfederackiej Akademii Marynarki Wojennej, zwracano się do niego per „komandorze”. Zatem, z przyczyn praktycznych, można złożyć, że został awansowany na komandora.

### Mapy rejsów

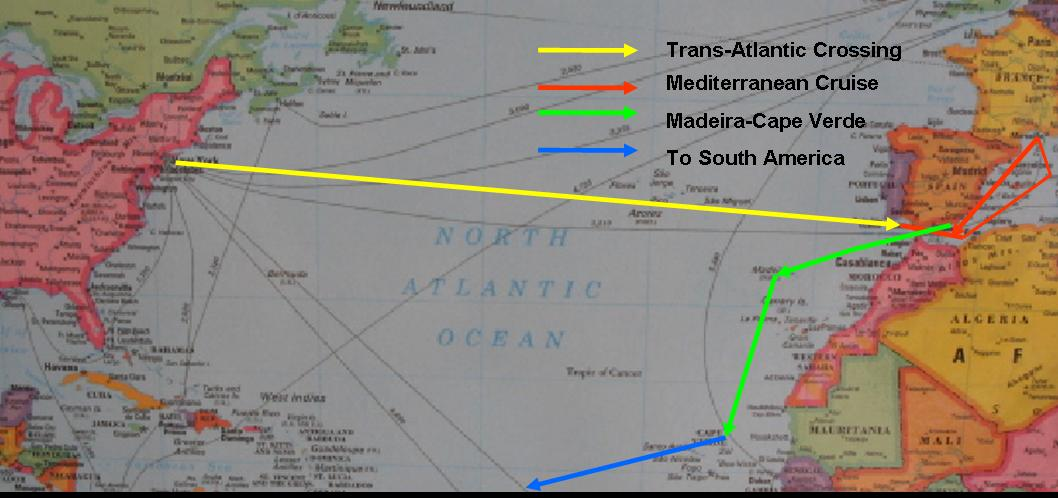
Rejs okrętu USS „Columbus” do Europy i Ameryki Południowej (1842-1843)

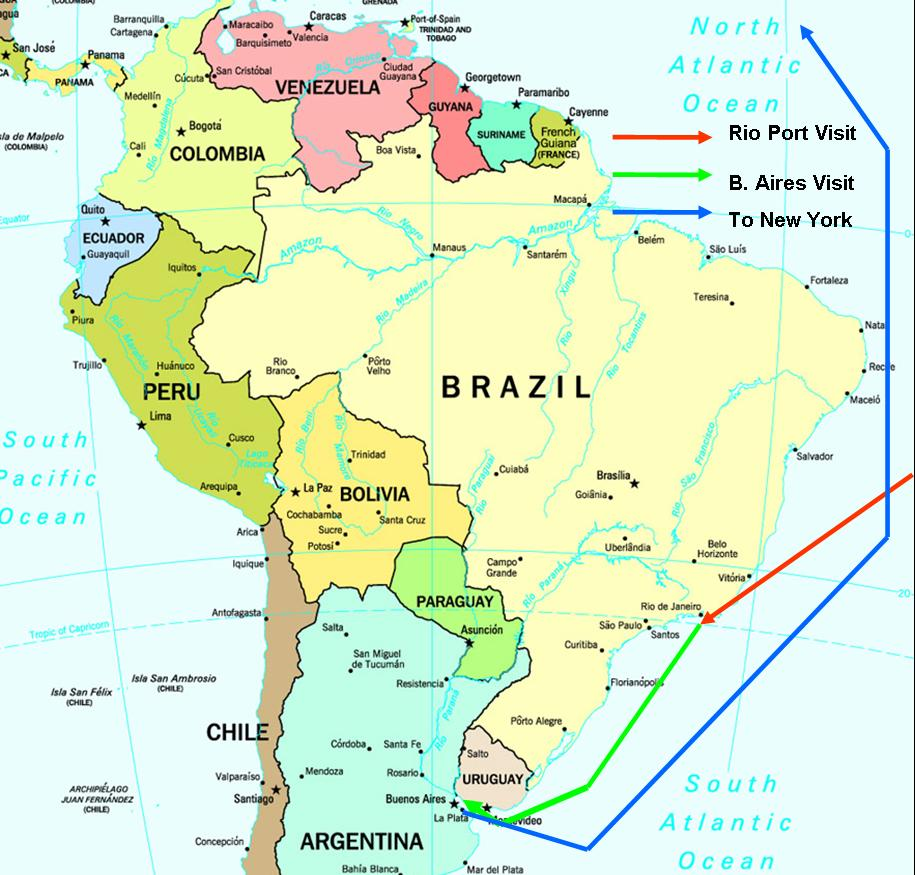
Rejs okrętu USS „Columbus” do Ameryki Południowej
(1843 - 1844)

### Historia służby
| Data                 | Ranga                                    | Siły zbrojne | Jednostka                   | Klasa                   | Port/Miejsce stacjonowania                                                                           | Wiek |
| Data                 |                                          |              |                             |                         | |      |
| 19 października 1841 | Midszypmen                               | USN          | wpisanie w rejestr załogi   | ---                     | ---                                                                                                  | 15   |
| 27 października 1841 | Midszypmen                               | USN          | USS „North Carolina”        | okręt liniowy           | Nowy Jork                                                                                            | ---  |
| kwiecień 1842        | Midszypmen                               | USN          | USS „Columbus”              | okręt liniowy           | Mahon, Tulon, Gibraltar                                                                              | ---  |
| czerwiec 1843        | ---                                      | ---          | ---                         | ---                     | Madera, Cabo Verde                                                                                   | 16   |
| 29 czerwca 1843      | ---                                      | ---          | ---                         | ---                     | Rio de Janeiro                                                                                       | ---  |
| luty 1844            | ---                                      | ---          | ---                         | ---                     | Buenos Aires, Rio de Janeiro                                                                         | 17   |
| wrzesień 1844        | Midszypmen                               | USN          | USS „Potomac”               | fregata                 | Nowy Jork                                                                                            | ---  |
| listopad 1844        | ---                                      | ---          | ---                         | ---                     | Norfolk, Port-au-Prince, Port Royal                                                                  | 18   |
| luty 1845            | ---                                      | ---          | ---                         | ---                     | Pensacola, Vera Cruz                                                                                 | ---  |
| 20 grudnia 1845      | ---                                      | ---          | ---                         | ---                     | Norfolk                                                                                              | 19   |
| maj 1846             | ---                                      | ---          | ---                         | ---                     | Vera Cruz, Point Isabel                                                                              | ---  |
| 24 lutego 1847       | ---                                      | ---          | ---                         | ---                     | Vera Cruz, Alvarado                                                                                  | 20   |
| 16 czerwca 1847      | Midszypmen                               | USN          | USS „Raritan”               | fregata                 | Tabasco                                                                                              | ---  |
| 1 lipca 1847         | ---                                      | ---          | ---                         | ---                     | Hawana, Norfolk                                                                                      | ---  |
| września 1847        | Midszypmen                               | USN          | United States Naval Academy | student                 | Annapolis                                                                                            | ---  |
| sierpiań 1848        | Dyplomowany Midszypmen                   | USN          | USS „Yorktown”              | slup wojenny            | Madera, Cabo Verde                                                                                   | 21   |
| styczeń 1849         | Dyplomowany Midszypmen (p.o. Nawigatora) | ---          | ---                         | ---                     | Porto Praya, Bandżul                                                                                 | 22   |
| listopad 1849        | ---                                      | ---          | ---                         | ---                     | Liberia, Monrovia                                                                                    | 23   |
| styczeń 1850         | ---                                      | ---          | ---                         | ---                     | Wybrzeże Palmowe, Akra, Elmina                                                                       | ---  |
| luty 1850            | ---                                      | ---          | ---                         | ---                     | Whydah                                                                                               | ---  |
| czerwiec 1850        | ---                                      | ---          | ---                         | ---                     | Funchal                                                                                              | ---  |
| sierpień 1850        | ---                                      | ---          | ---                         | ---                     | Wybrzeże Palmowe, Bonavista, (rozbitek)                                                              | ---  |
| lipiec 1851          | Dyplomowany Midszypmen                   | USN          | USS „Washington”            | bryg                    | Nantucket, Block Island                                                                              | 24   |
| październik 1851     | Dyplomowany Midszypmen                   | USN          | Washington Navy Yard        | pozycja administracyjna | Waszyngton                                                                                           | 25   |
| lipiec 1852          | Dyplomowany Midszypmen                   | USN          | USS „Cyane”                 | slup wojenny            | Hawana, Pensacola                                                                                    | ---  |
| sierpień 1852        | Dyplomowany Midszypmen (p.o. Porucznika) | ---          | ---                         | ---                     | Hawana, Key West                                                                                     | ---  |
| kwiecień 1853        | ---                                      | ---          | ---                         | ---                     | San Juan de Nicaragua                                                                                | 26   |
| sierpień 1853        | ---                                      | ---          | ---                         | ---                     | Portsmouth, Eastport, St. John                                                                       | ---  |
| wrzesień 1853        | ---                                      | ---          | ---                         | ---                     | Zatoka Fundy, Zatoka Św. Wawrzyńca                                                                   | ---  |
| październik 1853     | Dyplomowany Midszypmen                   | USN          | United States Naval Academy | instruktor              | Annapolis                                                                                            | 27   |
| czerwiec 1855        | Dyplomowany Midszypmen                   | USN          | USS „Preble”                | slup wojenny            | Eastport Portland, Cape Cod, Boston                                                                  | 28   |
| wrzesień 1855        | Porucznik                                | USN          | United States Naval Academy | instruktor              | Annapolis                                                                                            | ---  |
| wrzesień 1857        | Porucznik                                | USN          | USS „Merrimack”             | fregata                 | Rio de Janeiro, Talcahuano, Chincha Islands, Callao, Wyspy Sandwicha, Panama, El Realejo, Valparaíso | 30   |
| grudzień 1859        | Porucznik                                | USN          | United States Naval Academy | instruktor              | Annapolis                                                                                            | 32   |